# Carex vulpinaris
Espèce
Classification phylogénétique
Carex vulpinaris est une espèce des plantes du genre Carex et de la famille des Cyperaceae.